# Emerald Sword Saga
La Emerald Sword Saga è un racconto di fantasia che si sviluppa su 5 album del gruppo italiano symphonic e power metal Rhapsody of Fire, che segue molti dei comuni temi del genere, tra cui l'eterna battaglia tra il bene e il male, e la presenza di vari mostri fantastici. L'eroe della storia è il Guerriero di Ghiaccio che si imbarca in una missione per trovare la leggendaria Spada di Smeraldo con la quale può sconfiggere il Signore Oscuro Akron. Ogni nuovo capitolo della storia è descritto in un libretto che accompagna ogni CD. Il narratore onnisciente è l'antico mago Aresius, che "ha visto tutto."
La storia è divisa in cinque CD: Legendary Tales, Symphony of Enchanted Lands, Dawn of Victory, Rain of a Thousand Flames, Power of the Dragonflame.

## Legendary Tales
Legendary Tales racconta l'inizio della storia. Qui, gli ascoltatori vengono introdotti al Guerriero di Ghiaccio e alla sua missione. Il guerriero comincia a cercare la Spada di Smeraldo, e viaggia verso la città di Ancelot. Egli trova la città in rovina con innumerevoli vittime. Il Guerriero di Ghiaccio crede inoltre che uno dei corpi, quasi irriconoscibile e sfigurato, sia quello della Principessa Airin, in realtà catturata dal Signore Oscuro. Triste nel cuore per il lutto, riparte e incontra l'esercito del principe Arwald, unendosi alle sue forze. Insieme si avviano verso la città di Elnor, dove inizieranno la loro ricerca delle Tre Chiavi della Sapienza, antichi artefatti capaci di aprire la strada che porta al nascondiglio della Spada di Smeraldo. Il Guerriero di ghiaccio, ancora assetato di vendetta e folle di dolore per la perdita di Airin, non riesce a riposare quando arrivano in Elnor, e attende quello che verrà.

## Symphony of Enchanted Lands
Il tema principale della Sinfonia delle terre incantate è la ricerca delle Tre Chiavi della Sapienza. Come profetizzato in Legendary Tales, il Guerriero di Ghiaccio deve superare le sue paure più profonde nello 'Specchio delle Ombre' prima di ottenere la prima chiave. Deve poi affrontare Tharos, il drago custode della seconda chiave, che era sotto l'influsso di un incantesimo. Dopo una lunga lotta il Guerriero di Ghiaccio ha la meglio, liberando così dal suo incantesimo Tharos, che per riconoscenza si offre di aiutarlo nella sua missione, alleandosi con lui. Insieme volano ad una lontana valle, dove si trova l'altare di Ikaren. Lì, in una grotta mistica, trovano l'ultima chiave.
Vicino all'altare vi è un passaggio segreto, che porta ad una grande sala. Qui lo aspetta Aresius, il mago onnisciente che ricordiamo essere il narratore della vicenda. Aresius è anche il guardiano delle Porte d'Avorio, passaggio per una terra selvaggia e meravigliosa. Il Guerriero di Ghiaccio le attraversa insieme a Tharos, e si fanno strada oltre una valle bellissima e un deserto. Improvvisamente, fantasmi e non-morti arrivano da ogni parte accerchiando il Guerriero. Ma Tharos ripaga il suo debito e lo salva riuscendo a volare via da quell'inferno. È un volo meraviglioso, durante il quale l'eroe prende il posto del narratore raccontando la bellezza delle vallate nella canzone Wings of destiny. Ad un tratto il cielo diventa buio e tutto diventa freddo. Tharos dice al Guerriero che questa è la Fortezza Oscura dell'Abisso, il luogo dove è nascosta la Spada di Smeraldo. Quando volano sopra la rocca, appaiono demoni alati, che rendono pericolosa la situazione. Tharos lascia il Guerriero sulla torre più alta, mentre lui combatte i demoni alati. Attraverso una botola il Guerriero discende in una grande sala... davanti a lui giace la Spada di Smeraldo. Il Guerriero si avvicina cautamente ed estrae la spada dal suo sigillo. Improvvisamente il guardiano dell'altare lo attacca cogliendolo impreparato. Ancora una volta Tharos salva il Guerriero gettandosi sul mostruoso guardiano, dando al Guerriero abbastanza tempo per recuperare la spada e ferire mortalmente il mostro. Riescono infine a scappare e riattraversare le Porte d'Avorio. Tharos purtroppo nella battaglia con il custode è stato ferito mortalmente, e muore poco dopo. Folle di rabbia, il Guerriero giura che combatterà Akron per sempre e lo ucciderà con le proprie mani.

## Dawn of Victory
Dawn of Victory rappresenta il punto di svolta tipico delle tragedie. La Spada di Smeraldo è finalmente nelle mani del Guerriero di Ghiaccio e con questa arma leggendaria egli libera ciò che rimane della resistenza di Ancelot dall'assedio di Dargor, nuovo personaggio, ufficiale di Akron. Dargor ritira le sue forze e torna alla città di Hargor. Nel frattempo, il Guerriero apprende da Arwald che Airin e gli altri prigionieri sono ancora vivi nelle segrete di Hargor. Mentre stanno progettando un salvataggio, ricevono un ultimatum da Akron che li intima di consegnargli la Spada di Smeraldo, e che in caso contrario avrebbe ucciso i prigionieri uno ad uno. Senza scelta alcuna, il Guerriero di Ghiaccio e Arwald accettano di incontrare Akron ad Hargor. Akron, mantenendo fede al nome di Signore Oscuro, non aveva detto la verità, e quando il Guerriero ed Arwald arrivano ad Hargor, i cavalieri prigionieri erano stati già giustiziati, e gli eroi vengono catturati. Airin, che non era ancora stata uccisa, viene violentata brutalmente da alcuni demoni davanti agli impotenti eroi e allo stesso Akron, mentre Dargor cerca inutilmente di convincere Akron che questo non sia un modo corretto di agire. Airin, al suo ultimo respiro, viene calata in una pozza di acido. Poco dopo Arwald subisce la stessa sorte, dopo essere stato torturato in modi terribili. Dargor, incapace di sostenere una tale visione se ne va. Arwald, tuttavia, nel suo ultimo istante di vita, riesce a gettare dell'acido sulle catene del Guerriero, che scappa gettandosi in un canale di scolo finendo in un fiume sotterraneo, noto come Aigor, che lo porta in salvo. Folle di dolore, il Guerriero ritorna alla città santa di Algalord a riferire di questa tragedia. Akron ora possiede la Spada di Smeraldo, e ogni speranza sembra perduta.

## Rain of a Thousand Flames
In Rain of a Thousand Flames viene narrata unicamente la distruzione compiuta dal Signore Oscuro e dai demoni. Tutti i brani vengono eseguiti in modo molto tecnico, sinfonico, duro e talvolta grottesco. Se in alcuni tratti l'album sembra discostarsi dal symphonic metal, la maggior parte di esso risulta esserne una sorta di mirabile "manifesto", con punte di arrangiamento compositivo difficilmente toccate negli album successivi (come Queen of the dark horizont che si ispira al tema del film Phenomena di Dario Argento, composto dai Goblin, e le ultime quattro canzoni dell'album, che fanno parte del gruppo Rhymes of a tragic poem - The gothic saga,  con evidenti richiami alla Sinfonia dal nuovo mondo di Antonín Dvořák) . Una pioggia di fuoco si riversa sull'esercito del Guerriero di Ghiaccio, la Regina degli Orizzonti Oscuri viene resuscitata, e vengono svolti "Riti di sangue", annunciando l'arrivo di migliaia di demoni nel mondo. Le città di Elnor e Thorald vengono distrutte, e il re Eric di Elnor viene ucciso nella lotta.
Considerando che si concentra principalmente sul male portato da Akron e che il Guerriero di Ghiaccio non compare nell'album, questo è considerato da taluni un "tappabuchi" nella storia.

## Power of the Dragonflame
Power of the Dragonflame rappresenta la conclusione alla saga. Il Guerriero di Ghiaccio si è ritirato nella città di Elgard, dove Aresius guarisce la sua mente turbata. Nonostante tutte le perdite, il Guerriero è accolto come un eroe, e si reca ancora una volta alla città santa di Algalord per incontrare i Re sopravvissuti. Insieme, decidono che bisogna agire, ora o mai più, e organizzano un enorme esercito per fermare le forze di Akron e la Regina degli Orizzonti Oscuri. Akron, ora più potente di prima grazie alla Spada di Smeraldo, sembra invincibile. L'esercito del Guerriero di Ghiaccio viene completamente circondato, e si rendono conto che tutto è perduto. Dargor sfida il Guerriero di Ghiaccio ad un duello finale, durante il quale il Guerriero ha la meglio. Tuttavia, Dargor non muore: cade da una roccia, e viene intrappolato. Il Guerriero, con un atto di misericordia, gli tende la mano e lo aiuta ad alzarsi. Dargor, avendo conosciuto da Akron solo morte e cattiveria, non capisce questo atto di misericordia, anche perché era convinto che il Guerriero fosse malvagio (Akron gli disse che il Guerriero aveva assassinato la sua famiglia), e lo trafigge a tradimento. Il Guerriero non si aspettava questa reazione da parte di Dargor e, incapace di agire, cade giù, sanguinando gravemente. Akron è pronto a dichiarare la vittoria totale, e si occupa di Algalord riducendola in macerie. Il Guerriero di Ghiaccio è torturato ancora una volta, e stavolta Dargor assiste al tutto. Ad un tratto, Dargor si rende conto che tutto ciò che Akron gli aveva detto era pura menzogna, e si rivolta contro il Signore Oscuro, uccidendo la Regina degli Orizzonti Oscuri. Poi evoca un'orda di Gargoyle, mitiche creature elementali della pietra, e attacca Akron. Akron, tuttavia, aveva previsto il tradimento e si era organizzato: fa un segnale ad un demone, che ferisce alla spalla Dargor lanciando la sua arma. Tutto sembra perduto, ma Gaia, la madre di Dargor e dea della Terra, gli dona una stilla finale di forza e così Dargor riesce a scagliare Akron verso il basso sulla piattaforma dove giace il Guerriero di Ghiaccio, pronto per essere calato nelle paludi di Acheros, per essere divorato da migliaia di serpenti marini. Il Guerriero, raccogliendo anche lui le sue ultime forze e impugnando la Spada di Smeraldo caduta dalle mani di Akron, grida a Dargor di abbassare la piattaforma, il quale obbedisce. Il Guerriero ed Akron cadono dunque nelle acque della palude ed egli si sacrifica conficcando la Spada di Smeraldo nell'occhio del Signore Oscuro, ancorandolo al suolo per venire divorati dai serpenti marini. Rendendo un ultimo omaggio al Guerriero con un grido di battaglia, Dargor comanda ai Gargoyle di aiutare i soldati di Algalord e si scaglia all'attacco. La vittoria è totale. Algalord viene in seguito ricostruita, e il Gargoyle diviene il nuovo simbolo della città. Dargor scompare poi fino alla seconda saga, la "Dark Secret Saga".

## Album
- 1997 - Legendary Tales
- 1998 - Symphony of Enchanted Lands
- 2000 - Dawn of Victory
- 2001 - Rain of a Thousand Flames
- 2002 - Power of the Dragonflame